# Washington County (Idaho)
Washington County ist ein County im Bundesstaat Idaho der Vereinigten Staaten. Der Verwaltungssitz (County Seat) ist Weiser.

## Geographie
Das County liegt im Westen von Idaho, grenzt an Oregon und hat eine Fläche von 3816 Quadratkilometern, wovon 45 Quadratkilometer Wasserfläche sind.
Angrenzende Countys
- Adams County im Norden
- Gem County im Osten
- Payette County im Süden
- Malheur County Oregon im Südwesten
- Baker County Oregon im Westen

## Geschichte
Washington County wurde am 20. Februar 1879 aus Teilen des Boise County gebildet. Benannt wurde es nach George Washington, dem ersten Präsidenten der Vereinigten Staaten. Vereinzelte Siedler kamen 1811 in dieses Gebiet. Bekannt wurde es nach Goldfunden in den frühen 1860er Jahren.
29 Bauwerke und Stätten des Countys sind im National Register of Historic Places eingetragen.

## Demografische Daten
| \| Bevölkerungswachstum \| Bevölkerungswachstum \| Bevölkerungswachstum \| Bevölkerungswachstum \| \| Census \| Einwohner \| \| ± rel. \| \| ---------------------------------------- \| -------------------- \| -------------------- \| -------------------- \| \| 1880 \| 870 \| \| — \| \| 1890 \| 3.836 \| \| 340,9 % \| \| 1900 \| 6.882 \| \| 79,4 % \| \| 1910 \| 11.101 \| \| 61,3 % \| \| 1920 \| 9.424 \| \| −15,1 % \| \| 1930 \| 7.962 \| \| −15,5 % \| \| 1940 \| 8.853 \| \| 11,2 % \| \| 1950 \| 8.576 \| \| −3,1 % \| \| 1960 \| 8.378 \| \| −2,3 % \| \| 1970 \| 7.633 \| \| −8,9 % \| \| 1980 \| 8.803 \| \| 15,3 % \| \| 1990 \| 8.550 \| \| −2,9 % \| \| 2000 \| 9.977 \| \| 16,7 % \| \| 2010 \| 10.198 \| \| 2,2 % \| \| 2020 \| 10.500 \| \| 3 % \| \| Vor 1900,[3] 1900–1990[4] 2000 + 2010[5] \| \| \| \| |           |  |         |
| Bevölkerungswachstum |           |  |         |
| Census | Einwohner |  | ± rel.  |
| 1880 | 870       |  | —       |
| 1890 | 3.836     |  | 340,9 % |
| 1900 | 6.882     |  | 79,4 %  |
| 1910 | 11.101    |  | 61,3 %  |
| 1920 | 9.424     |  | −15,1 % |
| 1930 | 7.962     |  | −15,5 % |
| 1940 | 8.853     |  | 11,2 %  |
| 1950 | 8.576     |  | −3,1 %  |
| 1960 | 8.378     |  | −2,3 %  |
| 1970 | 7.633     |  | −8,9 %  |
| 1980 | 8.803     |  | 15,3 %  |
| 1990 | 8.550     |  | −2,9 %  |
| 2000 | 9.977     |  | 16,7 %  |
| 2010 | 10.198    |  | 2,2 %   |
| 2020 | 10.500    |  | 3 %     |
| Vor 1900, 1900–1990 2000 + 2010 |           |  |         |

Nach der Volkszählung im Jahr 2000 lebten im Washington County 9.977 Menschen. Davon wohnten 147 Personen in Sammelunterkünften, die anderen Einwohner lebten in 3.762 Haushalten und 2.738 Familien. Die Bevölkerungsdichte betrug 3 Personen pro Quadratkilometer. Ethnisch betrachtet setzte sich die Bevölkerung zusammen aus 87,61 Prozent Weißen, 1,03 Prozent Asiaten, 0,66 Prozent amerikanischen Ureinwohnern, 0,10 Prozent Afroamerikanern, 0,07 Prozent Bewohnern aus dem pazifischen Inselraum und 8,17 Prozent aus anderen ethnischen Gruppen; 2,36 Prozent stammen von zwei oder mehr Ethnien ab. 13,75 Prozent der Bevölkerung waren spanischer oder lateinamerikanischer Abstammung.
Von den 3.762 Haushalten hatten 32,7 Prozent Kinder unter 18 Jahren, die bei ihnen lebten. 60,7 Prozent davon waren verheiratete, zusammenlebende Paare. 8,2 Prozent waren allein erziehende Mütter und 27,2 Prozent waren keine Familien. 23,5 Prozent waren Singlehaushalte und in 13,3 Prozent lebten Menschen mit 65 Jahren oder älter. Die Durchschnittshaushaltsgröße betrug 2,61 und die durchschnittliche Familiengröße war 3,10 Personen.
27,4 Prozent der Bevölkerung waren unter 18 Jahre alt, 7,2 Prozent zwischen 18 und 24 Jahre, 23,4 Prozent zwischen 25 und 44 Jahre, 24,3 Prozent zwischen 45 und 64 Jahre. 17,7 Prozent waren 65 Jahre oder älter. Das Durchschnittsalter betrug 39 Jahre. Auf 100 weibliche Personen kamen 95,8 männliche Personen. Auf 100 Frauen im Alter ab 18 Jahren kamen 93,0 Männer.
Das jährliche Durchschnittseinkommen der Haushalte betrug 30.625 USD, das Durchschnittseinkommen der Familien 35.542 USD. Männer hatten ein Durchschnittseinkommen von 27.222 USD, Frauen 18.053 USD. Das Prokopfeinkommen betrug 15.464 USD. 10,0 Prozent der Familien und 13,3 Prozent der Einwohner lebten unterhalb der Armutsgrenze.

## Orte im County
| - Barton - Cambridge - Concrete - Crystal | - Diamond - Eaton - Feltham - Heath | - Jonathan - Midvale - Mineral - Rebecca | - Salubria - Weiser |